# Bamin
A Bahia Mineração S/A, ou simplesmente BAMIN é uma mineradora brasileira subsidiária da mineradora cazaque Eurasian Natural Resource Corporation. Atua na exploração de minério de ferro e logística na Bahia. 

## História
A empresa foi fundada em 2005 pelo geólogo e engenheiro de minas João Cavalcanti, após ele ter anunciado a descoberta de uma jazida de ferro em Caetité, na Bahia. A mina é formada por depósitos de hematita e itabirito.
No mesmo ano, o controle da empresa foi vendido para a Zamin Ferrous, do investidor indiano Pramod Agarwal.
Em 2008, a mineradora Eurasian Natural Resource Corporation (ENRC), com sede no Cazaquistão, adquiriu metade da empresa. O restante foi adquirido em 2010.
A comercialização do minério de ferro da mina Pedra de Ferro ocorreu a partir de agosto de 2020, com o embarque de 35 mil toneladas, produzidas durante a fase de testes, por meio da ferrovia Centro-Atlântica com destino a Minas Gerais.
Em janeiro de 2021, foi iniciada produção comercial em pequena escala em Pedra de Ferro. A primeira exportação ocorreu em julho de 2021, por meio do Terminal Enseada, em Maragogipe, na Bahia, com destino ao porto de Roterdã, na Holanda. 

## Projeto Pedra de Ferro
O Projeto Pedra de Ferro inclui ainda a construção da Ferrovia de Integração Oeste-Leste (FIOL) e do Porto Sul, que está sendo construído pelo governo da Bahia em parceria com a Bamin, em Ilhéus. A previsão é que a mina Pedra de Ferro terá produção de 18 milhões de toneladas de minério por ano, em um projeto integrado com ferrovia e porto.
O Trecho I da Ferrovia de Integração Oeste-Leste (FIOL) foi qualificado para subconcessão em 13 de setembro de 2016 e leiloado por R$ 32,73 milhões em abril de 2021, na B3, para Bamin. O trecho fica localizado entre Ilhéus (BA) e Caetité (BA) e tem extensão de 537 km.